# جیمز ویلیامسون
جیمز ویلیامسون (انگلیسی: James Williamson؛ ۸ نوامبر ۱۸۵۵ – ۱۸ اوت ۱۹۳۳) یک کارگردان، فیلم‌نامه‌نویس، فیلم‌بردار، تهیه‌کننده و عکاس اهل اسکاتلند و بریتانیا بود.
جیمز ویلیامسون یکی از اعضای مهم «مکتب فیلم‌سازی برایتون» بود. او مالکِ شرکت «ویلیامسون کینه‌ماتوگرافیک کامپنی» بود که کارش ساخت دوربین و ابزارهای مختلف سینمایی بود و در طی جنگ جهانی اول، دوربین‌های خاص هوایی و نظامی ساخت و همچنین یک دوربین تصویرسنجی خلاقانه برای مقاصد نظامی و علمی اختراع کرد. یکی دیگر از ابداعات این شرکت، ساخت دوربینی مخصوصِ خطِ پایانِ مسابقاتِ اسب‌دوانی و تشخیص صحیحِ برندگانِ مسابقه بود.
ویلیامسون در سن ۷۷ سالگی در اثر حملهٔ قلبی درگذشت.